# Fabrizio Campelli
Fabrizio Campelli (geboren 1973) ist ein italienisch-britischer Manager und Mitglied im Vorstand der Deutschen Bank AG. Als solcher ist er seit Mai 2021 für die Unternehmens- und die Investmentbank des größten deutschen Kreditinstituts zuständig. Zuvor war er seit September 2019 Leiter des Vorstandsressorts für Transformation und Personal.

## Werdegang
Campelli legte sein Abitur an der Deutschen Schule Genua ab.
Er studierte Betriebswirtschaftslehre an der Università Commerciale Luigi Bocconi in Mailand und erhielt einen Master of Business Administration von der MIT Sloan School of Management.
Seine berufliche Karriere begann Campelli 2001 bei der US-Investmentbank Goldman Sachs und wechselte ein Jahr später zu McKinsey & Company in London. 2004 wechselte er zur Deutschen Bank. Dort war er im Bereich strategische und organisatorische Entwicklung tätig und gehörte dem Group Executive Committee an.
Ab 2015 war Campelli für den Bereich Wealth Management verantwortlich.
Im November 2019 wurde er als Chief Transformation Officer in den Vorstand der Deutschen Bank berufen.
Er übernahm 2021 die Verantwortung für die Investmentbank und die Unternehmensbank.